# Hemilea undosa
Hemilea undosa är en tvåvingeart som först beskrevs av Ito 1951.  Hemilea undosa ingår i släktet Hemilea och familjen borrflugor. Inga underarter finns listade i Catalogue of Life.